# Magasinet rØST
Magasinet rØST er et dansk internetmagasin med fokus på Østeuropa. Magasinet rØST har til formål at tilbyde velunderbygget viden om Central- og Østeuropa, formidlet og forklaret så både nørder og novicer kan være med og udkommer online. Målgruppen er bred, men magasinets brugere er fortrinsvist akademikere eller studerende, der har tilknytning til Østeuropa. Magasinet lanceredes officielt 1. maj 2010.
Nuværende chefredaktører er Viktoria Fuglsang Semenova og Marcus Popov.
Magasinet rØST har ikke noget officielt politisk standpunkt, men arbejder tæt sammen med Europaorienterede organisationer som Europabevægelsen, Nyt Europa og Oplysningsforbundet DEO. 
Magasinets formål er ifølge deres hjemmeside at udbrede kendskabet til Østeuropa: [Magasinet] "har som formål at nuancere billedet af en række lande, der fortjener at blive set i et nyt lys. Heller ikke Østeuropa er, hvad det var engang", står der. 
Magasinet er drevet på frivillig basis og er derfor gratis og der findes ingen reklamer eller annoncer på siden.

## Redaktion
Magasinet rØST to chefredaktører er Viktoria Fuglsang Semenova og Marcus Popov. 
Magasinet er administrativt inddelt efter geografi. Således findes der p.t. disse redaktioner:

### Østeuroparedaktionen
Viktoria Fuglsang Semenova er ansvarlig for: Rusland, Hviderusland, Ukraine, Armenien, Georgien og Aserbajdsjan.

### Balkanredaktionen
Marcus Popov og Eleonore Af Schamburg-Lippe er ansvarlig for: Serbien, Kroatien, Bosnien-Hercegovina, Albanien, Montenegro, Kosovo, Makedonien, Moldova, Rumænien, Bulgarien og Grækenland. 

### Centraleuroparedaktionen
Anders Hjortshøj er ansvarlig for: Polen, Slovakiet, Tjekkiet, Ungarn og Slovenien

### Baltikumredaktionen
Mads Michael Hastrup Nilsson og Jakob Overgaard er ansvarlig for: Estland, Letland og Litauen.

### Centralasienredaktionen
Estrid Hedegaard Knudsen og Sofie Sylvest Vestergaard er ansvarlig for: Kasakhstan, Kirgistan, Tadsjikistan, Turkmenistan og Usbekistan. 
Desuden er Viktoria Fuglsang Semenova redaktør for kulturstof og Sebastian Wolder er magasinets filmanmelder.